# Voleibol de praia nos Jogos da Commonwealth de 2018
O voleibol de praia nos Jogos da Commonwealth de 2018 foi realizado na praia de Coolangatta em Gold Coast, na Austrália, entre 6 e 12 de abril. Foi a estreia da modalidade na competição, consistindo de um torneio masculino e outro feminino de doze duplas cada.

## Medalhistas
| Evento    | Ouro                                             | Prata                                                  | Bronze                                   |
| Masculino | Christopher McHugh Damien Schumann AUS Austrália | Sam Pedlow Sam Schachter CAN Canadá                    | Ben O'Dea Sam O'Dea NZL Nova Zelândia    |
| Feminino  | Melissa Humana-Paredes Sarah Pavan CAN Canadá    | Mariafe Artacho del Solar Taliqua Clancy AUS Austrália | Linline Matauatu Miller Pata VAN Vanuatu |

## Torneio masculino

### Primeira fase
|  | Equipes classificadas às quartas de final |

Todos os jogos seguem a hora oficial de Gold Coast (UTC+10)

#### Grupo A
| Dupla              | Pts | J | V | D | SP | SC |
| ------------------ | --- | - | - | - | -- | -- |
| McHugh – Schumann  | 6   | 3 | 3 | 0 | 6  | 0  |
| Williams – Stewart | 5   | 3 | 2 | 1 | 4  | 2  |
| Korowale – Cavula  | 4   | 3 | 1 | 2 | 2  | 4  |
| Seabrookes – Hodge | 3   | 3 | 0 | 3 | 0  | 6  |

| Horário    | Jogo               | Jogo               | Jogo               |
| ---------- | ------------------ | ------------------ | ------------------ |
| 6 de abril |                    |                    |                    |
| 21:30      | McHugh – Schumann  | 2–0 (21–9, 21–8)   | Korowale – Cavula  |
| 7 de abril |                    |                    |                    |
| 10:30      | Williams – Stewart | 2–0 (21–14, 21–14) | Seabrookes – Hodge |
| 8 de abril |                    |                    |                    |
| 12:30      | McHugh – Schumann  | 2–0 (21–3, 21–11)  | Seabrookes – Hodge |
| 15:00      | Williams – Stewart | 2–0 (21–9, 21–17)  | Korowale – Cavula  |
| 9 de abril |                    |                    |                    |
| 17:00      | Seabrookes – Hodge | 0–2 (16–21, 11–21) | Korowale – Cavula  |
| 19:30      | McHugh – Schumann  | 2–0 (21–13, 21–16) | Williams – Stewart |

#### Grupo B
| Dupla                | Pts | J | V | D | SP | SC |
| -------------------- | --- | - | - | - | -- | -- |
| Pedlow – Schachter   | 6   | 3 | 3 | 0 | 6  | 0  |
| Miedzybrodzki – Cook | 5   | 3 | 2 | 1 | 4  | 4  |
| Kamara – Lombi       | 4   | 3 | 1 | 2 | 3  | 4  |
| Pradeep – Yapa       | 3   | 3 | 0 | 3 | 1  | 6  |

| Horário    | Jogo                 | Jogo                      | Jogo                 |
| ---------- | -------------------- | ------------------------- | -------------------- |
| 6 de abril |                      |                           |                      |
| 11:30      | Miedzybrodzki – Cook | 2–1 (21–15, 18–21, 16–14) | Pradeep – Yapa       |
| 17:00      | Pedlow – Schachter   | 2–0 (22–20, 21–14)        | Kamara – Lombi       |
| 7 de abril |                      |                           |                      |
| 20:30      | Pedlow – Schachter   | 2–0 (21–11, 21–5)         | Pradeep – Yapa       |
| 21:30      | Miedzybrodzki – Cook | 2–1 (19–21, 21–18, 15–12) | Kamara – Lombi       |
| 9 de abril |                      |                           |                      |
| 11:30      | Pradeep – Yapa       | 0–2 (17–21, 20–22)        | Kamara – Lombi       |
| 12:30      | Pedlow – Schachter   | 2–0 (21–12, 21–17)        | Miedzybrodzki – Cook |

#### Grupo C
| Dupla                    | Pts | J | V | D | SP | SC |
| ------------------------ | --- | - | - | - | -- | -- |
| O'Dea – O'Dea            | 6   | 3 | 3 | 0 | 6  | 3  |
| Gregory – Sheaf          | 5   | 3 | 2 | 1 | 5  | 2  |
| Apostolou – Chrysostomou | 4   | 3 | 1 | 2 | 3  | 4  |
| Acácio – Soares          | 3   | 3 | 0 | 3 | 1  | 6  |

| Horário    | Jogo                     | Jogo                      | Jogo                     |
| ---------- | ------------------------ | ------------------------- | ------------------------ |
| 6 de abril |                          |                           |                          |
| 10:30      | O'Dea – O'Dea            | 2–1 (16–21, 21–19, 15–11) | Apostolou – Chrysostomou |
| 16:00      | Gregory – Sheaf          | 2–0 (21–13, 21–14)        | Acácio – Soares          |
| 7 de abril |                          |                           |                          |
| 15:00      | O'Dea – O'Dea            | 2–1 (19–21, 21–9, 15–11)  | Acácio – Soares          |
| 16:00      | Gregory – Sheaf          | 2–0 (21–17, 21–7)         | Apostolou – Chrysostomou |
| 8 de abril |                          |                           |                          |
| 19:30      | Apostolou – Chrysostomou | 2–0 (21–18, 21–17)        | Acácio – Soares          |
| 20:30      | Gregory – Sheaf          | 1–2 (21–14, 18–21, 8–15)  | O'Dea – O'Dea            |

### Fase final
| Horário                           | Jogo                     | Jogo                      | Jogo               |
| --------------------------------- | ------------------------ | ------------------------- | ------------------ |
| Quartas de final – 10 de abril    |                          |                           |                    |
| 11:00                             | Apostolou – Chrysostomou | 0–2 (17–21, 15–21)        | Pedlow – Schachter |
| 12:00                             | Miedzybrodzki – Cook     | 0–2 (14–21, 17–21)        | Gregory – Sheaf    |
| 17:00                             | O'Dea – O'Dea            | 2–0 (21–15, 21–14)        | Williams – Stewart |
| 19:30                             | McHugh – Schumann        | 2–0 (21–12, 21–14)        | Kamara – Lombi     |
| Semifinais – 11 de abril          |                          |                           |                    |
| 16:00                             | McHugh – Schumann        | 2–0 (21–13, 21–16)        | O'Dea – O'Dea      |
| 17:00                             | O'Dea – O'Dea            | 0–2 (19–21, 15–21)        | Pedlow – Schachter |
| Disputa pelo bronze – 12 de abril |                          |                           |                    |
| 15:30                             | Gregory – Sheaf          | 0–2 (13–21, 15–21)        | O'Dea – O'Dea      |
| Final – 12 de abril               |                          |                           |                    |
| 16:30                             | McHugh – Schumann        | 2–1 (21–19, 18–21, 18–16) | Pedlow – Schachter |

### Classificação final
| Pos. | Dupla                                          |
| ---- | ---------------------------------------------- |
|      | AUS Christopher McHugh – Damien Schumann       |
|      | CAN Sam Pedlow – Sam Schachter                 |
|      | NZL Ben O'Dea – Sam O'Dea                      |
| 4    | ENG Chris Gregory – Jake Sheaf                 |
| 5    | CYP Dimitris Apostolou – Georgios Chrysostomou |
| 5    | SCO Robin Miedzybrodzki – Seain Cook           |
| 5    | SLE Abubarr Kamara – Patrick Lombi             |
| 5    | TTO Daneil Williams – Daynte Stewart           |
| 9    | FIJ Inia Korowale – Sairusi Cavula             |
| 10   | MOZ Carlos Acácio – Delcio Soares              |
| 10   | SKN Shawn Seabrookes – St Clair Hodge          |
| 10   | SRI Asanka Pradeep – Sashimal Yapa             |

## Torneio feminino

### Primeira fase
|  | Equipes classificadas às quartas de final |

Todos os jogos seguem a hora oficial de Gold Coast (UTC+10)

#### Grupo A
| Dupla                       | Pts | J | V | D | SP | SC |
| --------------------------- | --- | - | - | - | -- | -- |
| Artacho del Solar – Clancy  | 6   | 3 | 3 | 0 | 6  | 0  |
| Konstantinou – Angelopoulou | 5   | 3 | 2 | 1 | 4  | 2  |
| Beattie – Coutts            | 4   | 3 | 1 | 2 | 2  | 4  |
| Stafford – Williams         | 3   | 3 | 0 | 3 | 0  | 6  |

| Horário    | Jogo                       | Jogo              | Jogo                        |
| ---------- | -------------------------- | ----------------- | --------------------------- |
| 6 de abril |                            |                   |                             |
| 12:30      | Beattie – Coutts           | 2–0 (21–8, 21–11) | Stafford – Williams         |
| 15:00      | Artacho del Solar – Clancy | 2–0 (21–14, 21–9) | Konstantinou – Angelopoulou |
| 7 de abril |                            |                   |                             |
| 17:00      | Artacho del Solar – Clancy | 2–0 (21–2, 21–11) | Stafford – Williams         |
| 19:30      | Beattie – Coutts           | 0–2 (8–21, 16–21) | Konstantinou – Angelopoulou |
| 8 de abril |                            |                   |                             |
| 21:30      | Artacho del Solar – Clancy | 2–0 (21–9, 21–9)  | Beattie – Coutts            |
| 9 de abril |                            |                   |                             |
| 10:30      | Stafford – Williams        | 0–2 (3–21, 14–21) | Konstantinou – Angelopoulou |

#### Grupo B
| Dupla                  | Pts | J | V | D | SP | SC |
| ---------------------- | --- | - | - | - | -- | -- |
| Humana-Paredes – Pavan | 6   | 3 | 3 | 0 | 6  | 0  |
| Grimson – Palmer       | 5   | 3 | 2 | 1 | 4  | 2  |
| Blackman – Grant       | 4   | 3 | 1 | 2 | 2  | 4  |
| Ratudina – Nima        | 3   | 3 | 0 | 3 | 0  | 6  |

| Horário    | Jogo                   | Jogo               | Jogo             |
| ---------- | ---------------------- | ------------------ | ---------------- |
| 6 de abril |                        |                    |                  |
| 19:30      | Humana-Paredes – Pavan | 2–0 (21–5, 21–8)   | Ratudina – Nima  |
| 20:30      | Grimson – Palmer       | 2–0 (21–16, 21–12) | Blackman – Grant |
| 8 de abril |                        |                    |                  |
| 10:30      | Humana-Paredes – Pavan | 2–0 (21–7, 21–8)   | Blackman – Grant |
| 11:30      | Grimson – Palmer       | 2–0 (21–9, 21–7)   | Ratudina – Nima  |
| 9 de abril |                        |                    |                  |
| 20:30      | Blackman – Grant       | 2–0 (21–18, 24–22) | Ratudina – Nima  |
| 21:30      | Humana-Paredes – Pavan | 2–0 (21–6, 21–6)   | Grimson – Palmer |

#### Grupo C
| Dupla                      | Pts | J | V | D | SP | SC |
| -------------------------- | --- | - | - | - | -- | -- |
| Wills – Polley             | 6   | 3 | 3 | 0 | 6  | 0  |
| Matauatu – Pata            | 5   | 3 | 2 | 1 | 4  | 2  |
| Nzayisenga – Mutatsimpundu | 4   | 3 | 1 | 2 | 2  | 4  |
| Lau – Ong                  | 3   | 3 | 0 | 3 | 0  | 6  |

| Horário    | Jogo            | Jogo               | Jogo                       |
| ---------- | --------------- | ------------------ | -------------------------- |
| 7 de abril |                 |                    |                            |
| 11:30      | Matauatu – Pata | 2–0 (21–9, 21–12)  | Lau – Ong                  |
| 12:30      | Wills – Polley  | 2–0 (21–14, 21–16) | Nzayisenga – Mutatsimpundu |
| 8 de abril |                 |                    |                            |
| 16:00      | Wills – Polley  | 2–0 (21–16, 21–5)  | Lau – Ong                  |
| 17:00      | Matauatu – Pata | 2–0 (21–15, 21–10) | Nzayisenga – Mutatsimpundu |
| 9 de abril |                 |                    |                            |
| 15:00      | Lau – Ong       | 2–0 (11–21, 20–22) | Nzayisenga – Mutatsimpundu |
| 16:00      | Wills – Polley  | 2–0 (21–17, 21–16) | Matauatu – Pata            |

### Fase final
| Horário                           | Jogo                        | Jogo                      | Jogo                        |
| --------------------------------- | --------------------------- | ------------------------- | --------------------------- |
| Quartas de final – 10 de abril    |                             |                           |                             |
| 15:00                             | Matauatu – Pata             | 2–1 (23–25, 21–19, 15–12) | Grimson – Palmer            |
| 16:00                             | Artacho del Solar – Clancy  | 2–0 (21–9, 21–8)          | Nzayisenga – Mutatsimpundu  |
| 20:30                             | Wills – Polley              | 0–2 (10–21, 17–21)        | Konstantinou – Angelopoulou |
| 21:30                             | Beattie – Coutts            | 0–2 (9–21, 9–21)          | Humana-Paredes – Pavan      |
| Semifinais – 11 de abril          |                             |                           |                             |
| 19:30                             | Konstantinou – Angelopoulou | 0–2 (7–21, 12–21)         | Humana-Paredes – Pavan      |
| 20:30                             | Artacho del Solar – Clancy  | 2–1 (21–19, 16–21, 15–9)  | Matauatu – Pata             |
| Disputa pelo bronze – 12 de abril |                             |                           |                             |
| 19:30                             | Matauatu – Pata             | 2–0 (21–14, 21–10)        | Konstantinou – Angelopoulou |
| Final – 12 de abril               |                             |                           |                             |
| 20:30                             | Artacho del Solar – Clancy  | 0–2 (19–21, 20–22)        | Humana-Paredes – Pavan      |

### Classificação final
| Pos. | Dupla                                            |
| ---- | ------------------------------------------------ |
|      | CAN Melissa Humana-Paredes – Sarah Pavan         |
|      | AUS Mariafe Artacho del Solar – Taliqua Clancy   |
|      | VAN Linline Matauatu – Miller Pata               |
| 4    | CYP Manolina Konstantinou – Mariota Angelopoulou |
| 5    | SCO Lynne Beattie – Melissa Coutts               |
| 5    | ENG Jessica Grimson – Victoria Palmer            |
| 5    | NZL Kelsie Wills – Shaunna Polley                |
| 5    | RWA Charlotte Nzayisenga – Denyse Mutatsimpundu  |
| 9    | TTO Abby Blackman – Rheeza Grant                 |
| 10   | FIJ Iliseva Ratudina – Laite Nima                |
| 10   | GRN Renisha Stafford – Thornia Williams          |
| 10   | SGP Lau – Ong                                    |

## Quadro de medalhas
| Ordem | País          | Medalha de ouro | Medalha de prata | Medalha de bronze | Total |
| ----- | ------------- | --------------- | ---------------- | ----------------- | ----- |
| 1     | Austrália     | 1               | 1                |                   | 2     |
|       | Canadá        | 1               | 1                |                   | 2     |
| 3     | Nova Zelândia |                 |                  | 1                 | 1     |
|       | Vanuatu       |                 |                  | 1                 | 1     |
| TOTAL | TOTAL         | 2               | 2                | 2                 | 6     |